# Diego Ibarra
Diego Ibarra é um município da Venezuela localizado no estado de Carabobo.
A capital do município é a cidade de Mariara.